# ВТЦ Тренер
ВТЦ Тренер је двоседа једрилица, дрвене конструкције намењена обуци летача. Пројектовала га је ЛИБИС (Леталски институт Бранко Иванус Словенија) а производила се у ВТЦ (Ваздухопловно техничком центру) из Вршца.

## Пројектовање и развој
Ваздухопловни савез југославије (ВСЈ) је 1960. године расписао конкурс за једрилицу класе Стандард. На конкурсу су узели учешћа инжењери Младен Берковић и Валтер Кучера са својим пројектом кога је прихватио Институт ЛИБИС и кренули са израдом прототипа под називом ЛИБИС 18. На аеродрому код Љубљане је извршен први пробни лет 20. октобра 1964. године. Ова једрилица је била класичне градње направљена од дрвета. Предња ивица крила је била управна на осу једрилице и била је ојачана торзионом кутујом. Примењени аеро профил је био NACA 63, па је једрилица имала боље перформансе на мањим брзинама. Овај прототип је већ следеће године 1965. учествовао на светском једриличарском првенству у Великој Британији. Пошто једрилица није добила одобрење за серијску производњу из ВСЈ је саветовано да се ова једрилица препројектује у двосед који би служио за обуку пилота и замени дотрајале једрилице Рода којима истичу ресурси. Тако је настала једрилица која је названа Тренер.
У односу на ЛИБИС-18, код Тренера је промењен аеропрофил уместо NACA 63 примењен је Wortmann-ов, повећани су вертикални и хоризонтални стабилизатори стим што је хоризонтални подигнут на више. Кабина је повећана тако да у њу стану два члана посаде а поклопац кабине је из једног дела. Труп је монокок дрвени који је грађен од букве и оплате од шперплоче. Крило је такође дрвене конструкције трапезног облика са односом дебљине и ширине у корену крила од 18%. У крила су уграђене металне аеродинамичке кочнице и са горње и доње стране. Стајни трап је неувлачећи гумени точак са механичком кочницом смештен испод трупа кабине. Први пробни лет је обављен 1969. године

## Карактеристике
Карактеристике наведене овде се односе на једрилицу ВТЦ Тренер а према изворима
| Финеса      | 1 : 31 при брзини 85,3 km/h |
| Перформансе | - максимална брзина 220 km/h - макс. брзина аеро вуче 150 km/h - минимално пропадање 0,72 m/s при брзини 78 km/h                      |
| Димензије   | - размах крила 14,98 m - дужина 6,95 m - површина крила 12,97 m2 - аеропрофил крила NACA 632 618 - макс. оптеречење крила; 25,8 kg/m2 |
| Маса        | - сопствена 225 kg - полетна 335 kg - водени баланс; нема                                                                             |

## Оперативно коришћење
Производња једрилице Тренер је поверена Ваздухопловно техничком центру (ВТЦ) из Вршца па је сходно томе преименована у ВТЦ Тренер према обичајима у то време. Укупно је направљено око 50 једрилица овог типа а користиле су се у Аероклубовима широм Југославије.

## Сачувани примерци
Један примерак једрилице ВТЦ Тренер регистрације YU-4169 фабрички број 79 се чува у депоу Музеја ваздухопловства у Београду на аеродрому "Никола Тесла" али нажалост није доступан јавности. Jедан примерак ове једрилице још лети у Словенији.

## Земље које су користиле ову једрилицу
- Југославија
- Србија
- Хрватска
- Словенија
- Босна и Херцеговина